# Łatgalowie

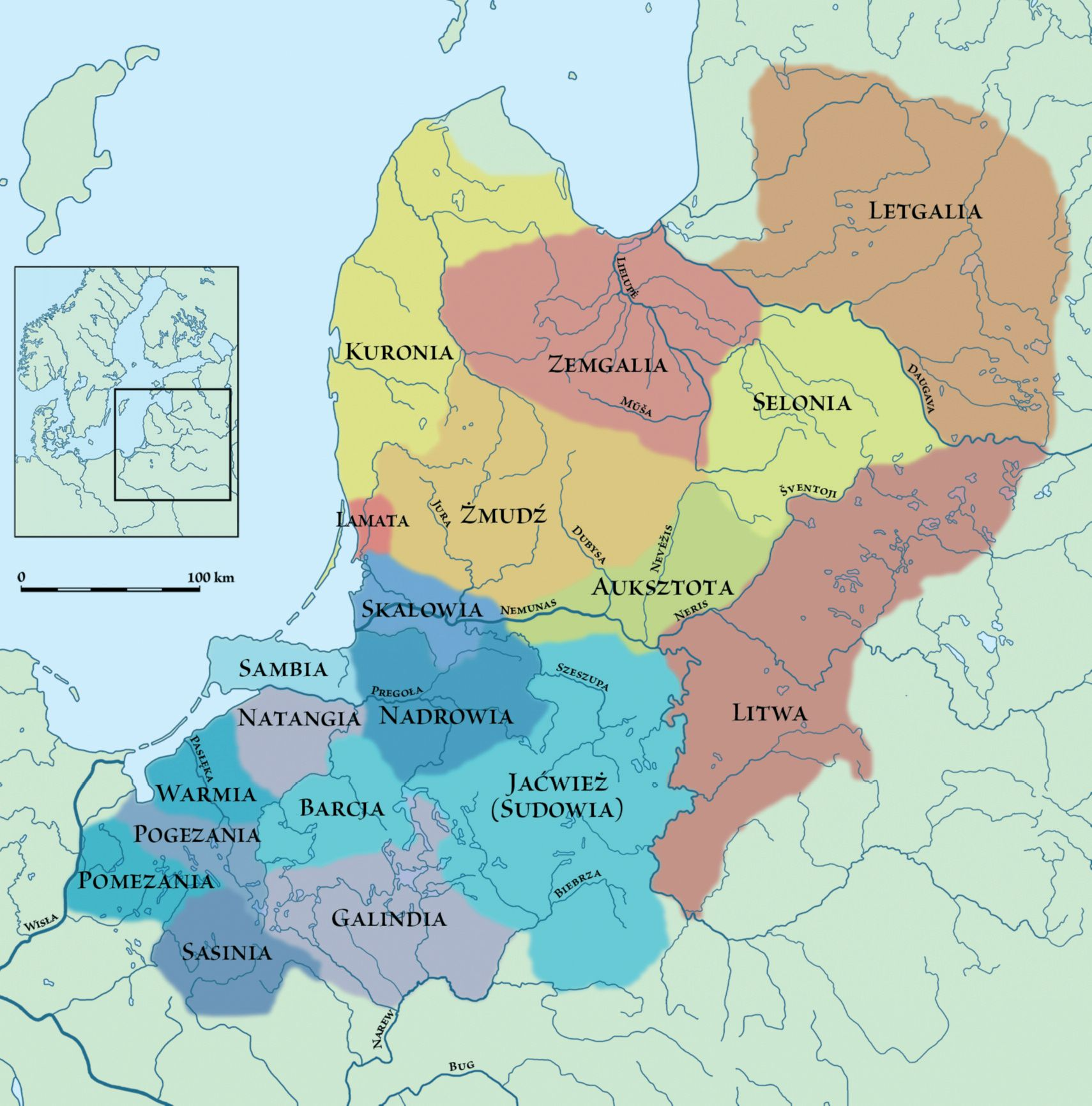
Plemiona bałtyjskie około 1200 roku

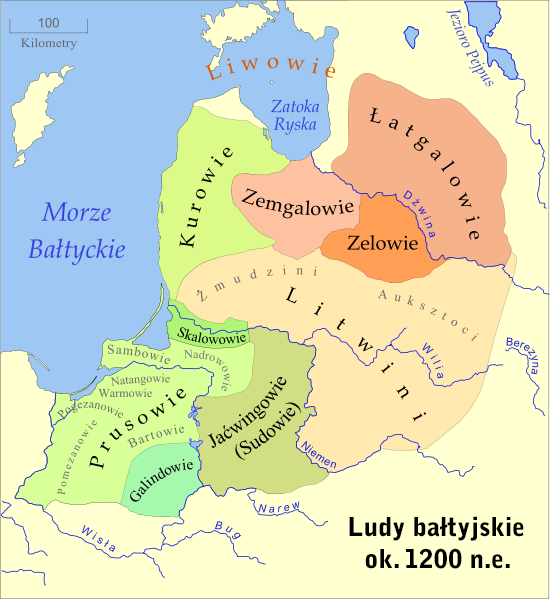
Plemiona Bałtów ok. 1200 roku

Łatgalowie (łot. latgaļi) – w średniowieczu plemię bałtyckie zamieszkujące krainę historyczną Łatgalię (od których wzięła swoją nazwę) znajdującą się na terenie dzisiejszej Łotwy. Łatgalowie odegrali istotną rolę w etnogenezie narodu łotewskiego, nie ulegli całkowitej asymilacji i do dzisiaj zachowali pewną odrębność. Językiem łatgalskim posługuje się ok. 150 tys. osób.